# Sân vận động bóng đá Quảng Châu Hằng Đại
Sân vận động bóng đá Quảng Châu Hằng Đại là một sân vận động bóng đá đang được xây dựng ở Quảng Châu, Trung Quốc. Đây sẽ là sân nhà trong tương lai của câu lạc bộ chuyên nghiệp Trung Quốc Câu lạc bộ bóng đá Quảng Châu. Sân vận động sẽ được xây dựng với chi phí 12 tỷ nhân dân tệ (1,7 tỷ USD) và công việc xây dựng được bắt đầu vào ngày 16 tháng 4 năm 2020. Thiết kế sân vận động hình hoa sen của kiến trúc sư người Mỹ Hasan Syed được công bố ở Thượng Hải. Sân vận động có sức chứa 100.000 người và dự kiến khánh thành vào năm 2022.